# Manuel Francisco de Sousa Filho
Manuel Francisco de Sousa Filho (Petrolina, 4 de julho de 1886 – Rio de Janeiro, 26 de dezembro de 1929) foi um político brasileiro.
Era deputado federal pelo estado de Pernambuco. Foi morto a tiros de arma de fogo em legítima defesa pelo deputado gaúcho Ildefonso Simões Lopes, da oposição. Simões Lopes defendia seu filho da ameaça de ser apunhalado pelo congressista pernambucano, em plena Câmara dos Deputados do Brasil. Anteriormente houve uma discussão entre estes dois deputados, com a intervenção do filho de Simões Lopes, que deu um golpe de bengala nas costas do deputado pernambucano, em defesa de seu pai.